# Axel Petersen (fodboldspiller)
 Der er flere personer med dette navn, se Axel Petersen.
Axel Karl Petersen (10. december 1887 i København – 20. december 1968 i København) var en dansk fodboldspiller, som har spillet to landskampe for Danmark. 
Petersen debuterede i en venskabskamp mod England 1911 på QPRs hjemmebane Park Royal i London. Året efter vandt han sølvmedalje med Danmark ved OL 1912 i Stockholm. 
Han spillede en af det danske holds fire kampe i turneringen; kvartfinalen mod Norge hvor Danmark vandt 7-0. Det blev hans sidste landskamp i karrieren.
I sin klubkarriere spillede Petersen højre wing i Frem og gjorde det så godt på denne plads i flere år, at han fik tilnavnet "Fin i Kanten"